# Cinzia Roccaforte
Cinzia Roccaforte, née le 24 juillet 1975 à Pérouse dans la région de l'Ombrie, est une actrice et mannequin italienne.

## Biographie
Elle naît à Pérouse en 1975 et grandit à Bastia Umbra. Elle remporte le concours de beauté Miss Teenager en 1990 et suit ensuite des cours d'arts dramatiques à Rome. Elle débute comme actrice au cinéma dans la comédie érotique Fermo posta (Poste restante) de Tinto Brass en jouant le rôle de la secrétaire naïve de ce dernier.
Elle reprend ensuite le rôle d'Edwige Fenech dans la comédie Chiavi in mano de Mariano Laurenti, film qui est un remake du decamerotico à succès Quel gran pezzo dell'Ubalda tutta nuda e tutta calda réalisé par Laurenti en 1972. Elle tourne également pour Joe D'Amato dans le thriller à petit budget La Iena.
Elle s'installe ensuite à Los Angeles et fréquente le Lee Strasberg Theatre and Film Institute et l'université de Californie. Aux États-Unis, elle tourne peu et obtient principalement des rôles de figuration.

## Filmographie

### Au cinéma
- 1995 : La Boîte à fantasmes de Tinto Brass (Fermo posta Tinto Brass) de Tinto Brass
- 1995 : Chiavi in mano de Mariano Laurenti
- 1997 : La Iena de Joe D'Amato
- 1997 : Aria compressa - Soft Air de Claudio Masin (it)
- 1997 : Io, tu e tua sorella de Salvatore Porzo
- 1998 : Odi et Amo de Maurizio Anania
- 2000 : Fous d'Irène (Me, Myself & Irene) de Peter et Bobby Farrelly
- 2002 : Local Boys de Ron Moler
- 2009 : Kelton's Dark Corner: Trilogy One de Vasily Shumov (en)
- 2011 : Salomé (Wilde Salome) d'Al Pacino
- 2013 : Looking for Clarissa de Victor Alfieri
- 2015 : Kelton's Dark Corner 4: The Kelton Marathon de Vasily Shumov (en)

### À la télévision

#### Série télévisée
- 1995 : Italia Sera, un épisode
- 2014 : Futurestates, un épisode

## Prix et distinctions notables
- Miss Teenager 1990.

## Source
(it) Enrico Lancia, Dizionario del cinema italiano: I film, vol. 6, Rome, Gremese, 2001